# Вацлав Чикл
Алојзије Вацлав Чикл (чеш. Alois Václav Čikl; Славјетин 13. јануар 1900 — 4. септембар 1942. Праг) био је јерарх ревитализоване Моравске православне цркве, под окриљем Српске православне цркве. Учествовао је у сакривању атентатора на Рајнхарда Хајдриха. Канонизован је од стране Православне цркве чешких земаља и Словачке заједно са осталим чешким мученицима 8. фебруара 2020.

## Биографија
Рођен 1900. године у Славјетин код Литовела на Морави. Године 1921. завршио је реалну гимназију у Литовелу. Након тога завршава двогодишњи богословски студији који је у Оломоуцу организовала Чехословачка хуситска црква. Епископ Горазд га је 26. јуна 1922. произвео у чин свештеника у Чудобину. Након што је конзервативни дио окупљен око епископа Горазда напустио реформисану Чехословачку цркву и формирао Моравску православну црквупостао је православни свештеник у Оломуцу и Товачову. Са Маријом, рођеном Клишовом, оженио се 1925. Имали су двије ћерке Олгу и Татјану. Од 1925. до 1938. радио је као свештеник у Прерову. На молбу епископа Горазда 1938. одлази у Праг, гдје је постављен за намјесника храма Саборног храма Светог Ћирила и Методија.

## Атентат на Хајдриха
Од почетка Другог светског рата придружио се чехословачком покрету отпора заједно са њему потчињеним свештеником Владимиром Петржеком. Њих двојица су између осталог издавали лажне крштенице прогањаним Јеврејима. Сакривали су истакнуте чехословачке политичаре и официре које је прогонио Гестапо попут  др. Премисла Шамала и мајора Јосеф Садилака.
Терор њемачких окупатора умногоме се повећао доласком Рајнхарда Хајдриха у Протекторат Чешке и Моравске. Чехословачка влада у егзилу у Лондону је ријешила да убије Хајдриха. Из Лондона је послана група падобранаца обучених од стране британске Управе за специјалне операције (СОЕ). Тим који је требао да ликвидира Хајдриха предводили су Јан Кубиш и Јозеф Габчик. Операција “Антропоид“ је изведена у Прагу 27. маја 1942. Хајдрих је само рањен у нападу, али је подлегао повредама 4. јуна 1942. Његова смрт је довела до таласа немилосрдних репресалија нацистичких СС трупа, укључујући уништавање читавих села и убијање цивила. Након атентата Православна црква је атентаторима обезбједила склониште у крипти цркве Светих Ћирила и Методија у Ресловој улици.
Чланови покрета отпора, који су помагали падобранцима, обратили су се преко Јана Зеленка Хајског члану црквеног одбора православне цркве у Прагу, Петру Фафеку. Он се обратио предсједнику црквеног одбора Јану Соневенду за помоћ при скривању „већег броја непријављених лица“, уз објашњење да је у питању родољубиви подухват. Јан Соневенд је разговарао са свештеником др Петржеком, и договорили су се да та лица могу на кратко време да се сакрију у крипти православне цркве Светих Ћирила и Методија у Ресловој улици у Прагу. Приликом пребацивања падобранаца у крипту православне цркве, сваког појединачно је прихватао свештеник Петржек. Падобранцима је обезбјеђена исхрана и медицинска помоћ
Послије неког времена за скривене падобранце сазнао је и Вацлав Чикл и црквењак Вацлав Орнест, они нису ступали у директан контакт са падобранцима али су учествовали у њиховом скривању. Храм је био повољан за сакривање падобранаца јер су из крипте, у којој су били сакривени, могли ноћу и у одређено доба дана да излазе у храм. Крипта се налазила испод читаве дужине храма, са седамдесет пет отвора за сахрањивање, а у њој се није сахрањивало од 18. вијека. Једини улаз у крипту био је из храма и био је добро сакривен, јер се налазио испод амвона. У међувремену, свештеници Претржек и Чикл, као и предсједник црквене општине Јан Соневенд, били су свјесни да је у крипти превише падобранаца и да су ту предуго сакривени, и предузели су различите кораке да падобранце пребаце на друго мјесто, и „било је већ спремно одвођење свих седам падобранаца затвореним полицијским аутом у један казнени завод, гдје су требали да буду даље скривени. Само неколико сати је покварило овај план“.
Како су падобранци проводили своје последње дане, сакривени у крипти цркве Светих Ћирила и Методија, није познато. Нико од сведока није доживио крај рата. Из докумената Гестапоа зна се да је о падобранцима највише бринуо свештеник Владимир Петржек. У записима Гестапоа је остало и записано: „Капелан Др. Петржек, који је цијелу бригу (његу) о атентаторима и агентима организовао, отишао је у својој особној помоћи тим особама тако далеко, да је ишао власторучно да празни канту са излучевинама, која је служила као нужни тоалет“. Др Владимир Петржек, православни свештеник, ухапшен је у ноћи 17. на 18. јун 1942. године. Припадници СС опколили су и напали скровиште падобранаца 18. јуна рано ујутру. Падобранци су позивани да се предају, али су они одбили и наставили да пружају отпор. У нападу су Нијемци као штит користили и ухапшеног свештеника Петржека. Да не би пали живи у руке непријатеља, падобранци прво уништавају сву документацију, а затим извршавају самоубиство. Падобранци су сакривени у цркви провели 21 дан.

## Хапшење и смрт
Услиједила су масовна хапшења православних вјерника у Прагу. У рано јутро 18. јуна 1942, ухапшени су владика Горазд, свештеник Вацлав Чикл, предсједник црквене општине Јан Соневенд, чланови њихових породица, чланови црквеног хора и многи други. Сви ухапшени су се држали храбро током мучења и испитивања, никога нису одали и тиме су спашени многи животи. Њемачке новине Der Neue Tag писале су 15. јула 1942. године о ухапшеним који су помагали чешким падобранцима. Приказане су и фотографије владике Горазда, и свештеника Вацлава Чикла и Владимира Петржека. Свети Синод Српске православне цркве је више пута интервенисао код владе Милана Недића да се код њемачких војних власти информише за судбину владике Горазда и православних Чеха. Судски процес против епископа Горазда, свештеника Чикла и др Петржека и Јана Соневенда одржан је пред преким судом у Прагу. Суђење је почело 3. септембра 1942. године, у 14.00 часова, пред поротом коју су чинили високи официри Гестапоа. Оптужени су се држали храбро и достојанствено. Иако су знали шта их чека нису сваљивали кривицу један на другога нити су одавали сараднике. Суђење је завршено истог дана у 17.20 часова. Званично је било саопштено да је преки суд осудио епископа православне цркве Горазда, свештенике Вацлава Чикла и др Владимира Петржека и Јана Соневенда, на смрт стрељањем и одлучио да им сва имовина буде конфискована. Унапријед се знало каква ће пресуда бити, јер је Хајнрих Химлер писао правосудним органима да је „Фирер прихватио да се одржи процес владици Горазду и осталим окривљеним свештеницима. Очекујемо да буде изречена смртна казна.“ Сва четворица оптужених осуђени су на смрт. Дана 4. септембра 1942. године, у 14 часова и 35 минута, стрељани су владика Горазд, свештеник Вацслав Чикл и Јан Соневенд, на стрелишту у Кобилисима код Прага. Чиклова супруга Марија такође је убијена 24. октобра 1942. у концентрационом логору Маутхаузен. Њихове ћерке Олга и Татјана, смјештене су у Јенералку у Прагу, а потом са другом дјецом из стрељаних породица у логор за интернације у Сватоборжицама код Кијова. Слободу су дочекали у Плани на Лужњици, где су остале до 16. априла 1945. Предсједник Чехословачке др Едвард Бенеш одликовао га је 1945. Чехословачким ратним крстом 1939.

## Галерија
- Спомен плоча посвећена страдалим падобранцима и свештеницима која је постављена на Саборну цркву Светих Ћирила и Методија у Прагу.
- Насловна страна Личног листа министарства народне одбране бр. 42 од 20. октобра 1945. године. На списку одликованих је име Вацлава Чикла
- Дио спомен плоче подигнуте на стрељишту Кобилиси са именима  стрељаних